# Sameraria nummularia
Sameraria nummularia là một loài thực vật có hoa trong họ Cải. Loài này được Bornm. miêu tả khoa học đầu tiên.